# Lista membrilor Adunării Constituționale a Norvegiei
În 1814, are loc la  Eidsvoll, Norvegia,  o adunare (Riksforsamlingen), care a fost compusă din delegați din întreaga țară, convocați pentru a realiza Constituția Norvegiei ("Norges grunnlov").  Aceștia erau numiți, popular " Oamenii Eidsvoll " (Eidsvollsmennene). Adunarea s-a întâlnit și a căzut de acord asupra Constituției, în data de  16 mai 1814. A fost semnată și datată  la 17 mai 1814. Lista de mai jos prevede link-urile spre materialul biografic al membrilor (Eidsvollsmennene) .

## Reprezentanți la  Eidsvoll în data de  17 mai 1814

### Județul Akershus[1]
- Curtea Chamberlain  Peder Anker
- Judecătorul  Christian Magnus Falsen
- Fermierul [2]Kristian Kristensen Kollerud

### Aggershuske Ridende Jæg. Corps[3], Akershusiske skarpskytter Regiment[4]
- Maiorul Valentin Christian Wilhelm Sibbern|V.C.Sibbern
- Locotenent Colonel Frederik Wilhelm Stabell|F.W.Stabell
- Sergent Zacharias Mellebye|Z.Mellebye

### Delegația de deputați de la Arendal[5]
- Districtul medical  Alexander Christian Møller

### Artileria -Corpset[6]
- Capitanul Peter Motzfeldt|Motzfeldt
- Sergentul Hans Haslum|H.Haslum

### Delegația de deputați a orașului Bergen[7]
- Judecătorul Wilhelm Frimann Koren Christie|W.F.K.Christie
- Angrosistul Fredrik Meltzer
- Angrosista  Jens Rolfsen
- Preotul Jonas Rein

### Județul Søndre Bergenhuus[8]
- Judecătorul Arnoldus von Westen Sylow Koren
- Pastorul Georg Burchard Jersin
- Fermierul [2] Brynjel Andersen Gjerager

### Județul Nordre Bergenhuus[9]
- Judecătorul Lars Johannes Irgens
- Pastorul Nicolai Nielsen
- Fermierul [2]  Peder Hjermann

### Regimentul Bergenhus[10]
- Capitanul  Ole Elias Holck
- Mușchetarul Niels Johannesen Loftesnæs

### Buskeruds Amt[11]
- Decan[12] Frederik Schmidt|F.Schmidt
- Primarul [13] Johan Collett
- Fermierul [2]  Christopher Borgersen Hoen|Christopher Hoen

### Bratsberg Amt[14]
- Cancelarul, Guvernatorul Districtului Severin Løvenskiold
- Consilierul Justiției Peder Jørgen Cloumann
- Fermierul [2] Talleiv Olavsson Huvestad

### Christiania[15]
- Profesorul  Georg Sverdrup
- Avocat Christopher Frimann Omsen|Omsen

### Christiansand[16]
- Pastorul Asistentului Nicolai Wergeland
- Angrosistul Ole Clausen Mørch

### Christians Amt[17]
- Judecatorul Lauritz Weidemann
- Pastorul Hans Jacob Stabel
- Fermierul[2]  Anders Lysgaard

### Christiansund
- Comerciantul John Moses (Norwegian politician)|John Moses

### Dramen[18]
- Manager Nicolai Schejtli

### Friderichshald[19]
- Membrul consiliului arhivar, Judecătorul Pacii Carl Adolph Dahl

### Friedrichsstad[20]
- Judecătorul păcii Andreas Michael Heiberg

### Hedemarkens Amt[21]
- Guvernatorul districtului  Claus Bendeke|Bendeke
- Judecătorul Andreas Aagaard Kiønig
- Șeriful [22] Ole Olsen Evenstad (born 1766)|Ole Olsen Evenstad

### Holmestrand[23]
- Pastorul Hans Hein Nysom|H.H.Nysom

### Jarlsberg Grevskab[24]
- Contele Johan Caspar Herman Wedel-Jarlsberg
- Judecătorul Gustav Peter Blom
- Fermierul Ole Rasmussen Apeness

### Ingenieur Brigaden[25]
- Capitanul Henrik Frederik Arild Sibbern|A.Sibbern

### Kongsberg[26]
- Maestrul Mineritului și supraveghetorul  Kongsberg Jernverk Poul Steenstrup

### Kragerø[27]
- Judecătorul Păcii, Christian Hersleb Horneman|C.Hersleb Horneman

### Laurvig[28]
- Consilierul Justiției și Judecătorul Christian Adolph Diriks

### Laurvigs Grevskab[29]
- Propietarul de Pământ  [30] Iver Hesselberg
- Căpitanul navei Anders Hansen Grønneberg
- Fermierul [2] Ole Olsen Amundrød

### Lister Amt[31]
- Comerciantul  Gabriel Lund (1773-1832)|Gabriel Lund junior
- Șeriful [22] Jens Erichstrup|Erichstrup
- Fermierul [2] Theis Jacob Thorkildsen Lundegaard|T.J.Lundegaard

### Mandals[32]
- Fermierul [2] Osmund Andersen Lømsland|Osmund Lømsland
- Fermierul r[2] Erich Haagensen Jaabech|Erich Jaabech
- Fermierul [2] Syvert Amundsen Eeg|Sywert Eeg

### Molde[33]
- Judecătorul Păcii Frederik Motzfeldt|F.Motzfeldt

### Moss[34]
- Judecătorul Păcii Gregers Winther Wulfsberg|G.Wulfsberg

### Nedenæs Amt[35]
- Propietarul fierăriei Jacob Aall, junior
- Pastorul Hans Jacob Grøgaard
- Șeriful [22] Thor Reiersen Lilleholt|Thor R.Lilleholth

### Regimentul Infanterie Nordenfjelske[36]
- Capitanul Peter Blankenborg Prydz
- Mușchetarul  Helge Ellingsen Waagaard

### Norske Jeger Corps[37]
- Capitanul Palle Rømer Fleischer
- Caporalul Niels Fredriksen Dyhren

### Regimentul Infanterie Oplandske[38]
- Colonel Diderich Hegermann|D.Hegermann
- Sergentul Paul Thorsen Harildstad|Sergeant Haraldstad

### Porsgrund[39]
- Angrosistul Jørgen Aall

### Raabøigelaugets Amt[40]
- Judecătorul Thomas Bryn
- Fermierul [2] Even Torkildsen Lande
- Șeriful [22] Ole Knudsen Tvedten

### Romsdals Amt[41]
- Lista Guvernatorilor Județului Møre og RomsdalHilmar Meincke Krohg
- Decanul [12] Jens Stub
- Fermierul [2] Elling Olsson Walbøe

### Røraas Bergkorps[42]
- Capitanul Richard Floer

### Smaalehnenes Amt[43]
- Maiorul Sibbern (who also represented the Norwegian Mounted Jegerkorps).
- Decanul [12] Peter Ulrik Magnus Hount
- Fermierul[2] John Hansen

### SchienSkien
- Angrosistul  Didrich (von) Cappelen

### Stavanger ByeStavanger
- Comerciantul Peder Valentin Rosenkilde

### Stavanger AmtRogaland
- Pastorul Lars Andreas Oftedahl
- Comerciantul Christen Mølbach
- Fermierul [2] Asgaut Olsen Regelstad

### Søe-Deffensionen[44]
- Comodorul Jens Schow Fabricius|J.S.Fabricius
- Locotenentul Thomas Konow|T.Konow
- Ofițerul Peder Johnsen|P.Johnsen
- Able Bodied Seaman Even Thorsen

### Søndenfieldske Infanterie-Regiment[45]
- Colonelul Daniel Frederik Petersen|D.Petersen
- Mușchetarul Ole Svendsen Iglerød|Ole Svendsen

### Søndenfieldske Dragon-Regiment[46]
- Capitanul [47] Eilert Waldemar Preben Ramm
- Caporalul Peder Paulsen Balke

### Tellemarkske Infanterie Regiment[48]
- Capitanul Enevold Steenblock Høyum
- Sergentul  Gullik Madsen Røed

### Trondhjems Bye[49]
- Consilierul de Stat [50] Andreas Rogert
- Angrosistul Peter Schmidt jr.

### Søndre Trondhjems Amt[51]
- Pastorul Jacob Hersleb Darre
- Judecătorul Anders Rambech

### Nordre Trondhiems Amt[52]
- Decanul[12]  Hans Christian Ulrik Midelfart
- Pastorul Hieronymus Heyerdahl
- Fermierul [2] Sivert Bratberg

### Første Trondhjemske Regiment[53]
- Capitanul Georg Ulrich Wasmuth
- Sergentul Daniel Larsen Schevig

### Andet Trondhjemske Regiment[54]
- Capitanul Jacob Erik Lange
- Sergentul Helmer Andersen Gjedeboe

### Trondhiemske Dragon Corps[55]
- Locotenentul Frederik Hartvig Johan Heidmann
- Intendentul Petter Johnsen Ertzgaard

### Tønsberg[56]
- Angrosistul Carl Peter Stoltenberg

### Westerlenske Inf. Regiment[57]
- Maiorul Just Henrik Ely
- Underjeger Omund Bjørnsen Birkeland

### Øster Risør[58]
- Comerciantul  Henrik Carstensen